# Boston Children's Hospital
El Boston Children's Hospital («Hospital para niños de Boston»), anteriormente conocido como Children's Hospital Boston hasta 2013, es un hospital infantil independiente de cuidados intensivos clasificado a nivel nacional ubicado en Boston, Massachusetts, Estados Unidos, adyacente tanto a su filial de enseñanza, la Escuela de Medicina Harvard, como al Dana-Farber Cancer Institute. Dana–Farber y Children's operan conjuntamente el Centro de Trastornos de la Sangre y el Cáncer Infantil Dana–Farber/Boston para brindar atención integral para todos los tipos de cánceres infantiles. El hospital alberga el programa de investigación pediátrica basado en hospitales más grande del mundo. El hospital cuenta con 485 camas pediátricas, y ofrece especialidades y subespecialidades pediátricas integrales para bebés, niños, adolescentes y adultos jóvenes de 0 a 21 años en todo Massachusetts, Estados Unidos y el mundo. El hospital a veces también trata a adultos que requieren atención pediátrica. El hospital utiliza el helipuerto en la azotea del Brigham and Women's Hospital y es un centro de trauma pediátrico de nivel I verificado por el ACS, uno de los tres en Boston. El hospital cuenta con una unidad regional de cuidados intensivos pediátricos y una unidad de cuidados intensivos neonatales de nivel IV verificada por la Academia Estadounidense de Pediatría.
El Boston Children's Hospital ha sido clasificado como el mejor centro médico pediátrico por U.S. News & World Report más veces que cualquier otro hospital y actualmente está clasificado como el mejor hospital pediátrico de los Estados Unidos. Su empresa de investigación es el hospital pediátrico más grande y mejor financiado del mundo. En el año fiscal 2022, Children's recibió más fondos de los Institutos Nacionales de Salud que cualquier otro hospital infantil del país.

## Controversias

### Campaña de acoso contra la atención de afirmación de género
En agosto de 2022, la cuenta  de Twitter de derecha conservadora Libs of TikTok hizo aproximadamente 13 tuits sobre el Boston Children's Hospital y su atención de afirmación de género, afirmando falsamente que estaban proporcionando «histerectomías de afirmación de género» a menores. Uno de estos tuits contenía un video vuelto a publicar en el que un ginecólogo del Boston Children's Hospital analiza un procedimiento de «histerectomía de afirmación de género». El video fue eliminado después de que el hospital comenzara a recibir una gran cantidad de críticas en línea, a pesar de que el médico no sugirió que el procedimiento se ofreciera a los niños. Estos tuits dieron como resultado que el hospital, sus empleados y proveedores recibieran «amenazas de muerte, actividad hostil en Internet, llamadas telefónicas y correos electrónicos de acoso, incluidas amenazas de violencia». El 30 de agosto, el hospital recibió una amenaza de bomba anónima por teléfono que obligó al hospital a un cierre temporal, aunque se desconoce si la amenaza estaba relacionada con el acoso. El 9 de septiembre se recibió una segunda amenaza de bomba, a la que también respondió la policía. El 15 de septiembre, el FBI anunció que Catherine Leavy de Westfield, Massachusetts, había sido arrestada en relación con la primera amenaza de bomba. Fue acusada de un cargo de hacer una falsa amenaza de bomba por teléfono y podría enfrentar hasta cinco años de prisión. Después del anuncio, Libs of TikTok tuiteó: «Esta es una gran noticia. Las amenazas de violencia siempre deben tomarse en serio».
The Washington Post, USA Today, NPR y PolitiFact rechazaron las afirmaciones hechas en los tuits como falsas. Según el sitio web y las declaraciones del hospital, el hospital se adhiere a las pautas médicas desarrolladas por la Asociación Profesional Mundial para la Salud Transgénero y la atención de afirmación de género que involucra cirugías genitales solo se ofrece a pacientes entre 18 y 35 años, mientras que las consultas quirúrgicas se pueden ofrecer a partir de a la edad de 17 años. El hospital dijo en otro comunicado que «condenamos estos ataques en los términos más enérgicos posibles y rechazamos la narrativa falsa en la que se basan». Cuando The Washington Post se puso en contacto con ella, Raichik no respondió a una pregunta sobre si se sentía responsable de las amenazas contra los hospitales sobre los que tuiteó, incluido el Boston Children's Hospital, pero dijo que «condenamos al 100% cualquier acto/amenaza de violencia».
Según The Washington Post, una versión archivada del sitio web del hospital parecía indicar que las vaginoplastias, la construcción o reconstrucción quirúrgica de una vagina, estaban disponibles para jóvenes de 17 años en el hospital. Desde entonces, el hospital actualizó su sitio web para reflejar su política de cirugías de afirmación de género que solo se ofrecen a pacientes de entre 18 y 35 años. El hospital también aclaró que los pacientes solo pueden recibir consultas quirúrgicas a las 17.
El 18 de septiembre de 2022, varios manifestantes que se oponían a los servicios para jóvenes transgénero y alrededor de 200 contramanifestantes se reunieron frente al Boston Children's Hospital en Longwood Avenue durante varias horas. Policías armados de Boston mantuvieron separados a ambos grupos.
En noviembre de 2022, se recibió una tercera amenaza de bomba, y la persona que llamó afirmó que los explosivos se colocaron en la sección del hospital responsable de la atención de afirmación de género. Una redada policial posterior no arrojó artefactos explosivos.

#### Reacciones
NBC News ha descrito a Libs of TikTok como «uno de los principales impulsores de la campaña de acoso» contra el Boston Children's Hospital.
Las autoridades legales del estado emitieron declaraciones de apoyo al hospital y sus pacientes, y un portavoz del Departamento de Policía de Boston afirmó que estaban investigando las amenazas. El Departamento de Justicia de los Estados Unidos (DOJ) también inició una investigación sobre las amenazas y se pronunció en apoyo del hospital, diciendo que «garantizarán la protección igualitaria de las personas transgénero ante la ley».
El agente especial a cargo del FBI en Boston, Joseph Bonavolonta, dijo que «hacer amenazas de violencia no es una broma, es un delito federal», y agregó que «estas amenazas con personas inocentes en riesgo desvían a las fuerzas del orden de responder a emergencias reales y son costosas para los contribuyentes, y causar estrés indebido a las víctimas y la comunidad». La fiscal federal de Massachusetts, Rachael Rollins, calificó los ataques de «inquietantes» y agregó que «los proveedores de atención médica que apoyan y ofrecen atención a personas transgénero y de género diverso y sus familias merecen hacerlo sin temor». La alcaldesa de Boston, Michelle Wu, condenó las amenazas contra el hospital.
Alejandra Caraballo, instructora clínica de la Escuela de Derecho Harvard y activista transgénero, dijo que «es muy perturbador ver a la gente justificar el ataque a un hospital infantil por su transfobia y su odio hacia las personas trans». Michael Haller, profesor de endocrinología pediátrica en la Universidad de la Florida, dijo que «mucha gente ha optado por tratar de ser lo más silenciosa posible sobre su práctica para evitar esos ataques directos» y que «las instituciones han eliminado sus sitios web, eliminaron sus números de teléfono públicos». Michelle Forcier, médica del grupo de telesalud LGBT Folx Health, argumentó que «los niños reciben este mensaje significativo de, no solo no estás bien, sino que queremos lastimarte», y agregó: «Ese es un mensaje bastante aterrador para recibir como un niño de 8 años de edad o de 12 años de edad. Absolutamente hace que todos lo piensen dos veces antes de cruzar la puerta [a un hospital], niños y padres».
El presentador de Fox News, Tucker Carlson, acusó al Boston Children's Hospital de «hacerse la víctima» después de recibir una amenaza de bomba.